# Xã Holt, Quận Gage, Nebraska
Xã Holt (tiếng Anh: Holt Township) là một xã thuộc quận Gage, tiểu bang Nebraska, Hoa Kỳ. Năm 2010, dân số của xã này là 460 người.